# Tour de l'Ain 2019
La 31.ª edición de la competición ciclista Tour de l'Ain fue una carrera de ciclismo en ruta por etapas que se celebró entre el 24 y el 26 de mayo de 2019 en Francia, con inicio en la ciudad de Bourg-en-Bresse y final en el alto del Col du Grand Colombier sobre un recorrido de 405,4 kilómetros.
La carrera formó parte del UCI Europe Tour 2019 dentro de la categoría UCI 2.1. El vencedor final fue el francés Thibaut Pinot del Groupama-FDJ seguido del suizo Mathias Frank del AG2R La Mondiale y el estonio Rein Taaramäe del Total Direct Énergie.

## Equipos participantes
Tomaron parte en la carrera 17 equipos: 3 de categoría UCI WorldTour 2019 invitados por la organización; 7 de categoría Profesional Continental; 5 de categoría Continental y 2 selecciones nacionales. Formando así un pelotón de 101 ciclistas de los que acabaron 86. Los equipos participantes fueron:
| WorldTeams (3)- AG2R La Mondiale - Groupama-FDJ - Katusha-Alpecin Equipos continentales profesionales (7)- Cofidis, Solutions Crédits - Delko-Marseille Provence - Total Direct Énergie - Arkéa-Samsic - Wanty-Groupe Gobert - Vital Concept-B&B Hotels - Gazprom-RusVelo Equipos continentales (5)- Natura4Ever-Roubaix Lille Métropole - Saint Michel-Auber 93 - Development Team Sunweb - Kometa - Vino-Astana Motors Equipos nacionales (2)- Alemania - Suiza |
| |

## Recorrido
El Tour de l'Ain dispuso de tres etapas para un recorrido total de 405,4 kilómetros, dividido en una etapa llanada, una etapa de media montaña y una etapa de montaña con final en alto en el Col du Grand Colombier.
| Etapa     | Fecha     | Recorrido                                 | type                   | Distancia (km) | Ganador          | Líder            |
| --------- | --------- | ----------------------------------------- | ---------------------- | -------------- | ---------------- | ---------------- |
| 1.ª etapa | 24 de may | Bourg-en-Bresse – Saint-Vulbas            | etapa llana            | 162,6          | Stefan Bissegger | Stefan Bissegger |
| 2.ª etapa | 25 de may | Bellignat – Col de la Faucille            | etapa escarpada        | 123,9          | Alexandre Geniez | Alexandre Geniez |
| 3.ª etapa | 26 de may | Parc des oiseaux – Col du Grand Colombier | etapa de media montaña | 118,9          | Thibaut Pinot    | Thibaut Pinot    |

## Desarrollo de la carrera

### 1.ª etapa
| Bourg-en-Bresse - Saint-Vulbas | etapa llana | (162,6 km) |

| \| Clasificación de la etapa \| Clasificación de la etapa \| Clasificación de la etapa \| Clasificación de la etapa \| Clasificación de la etapa \| \| Ciclista \| Ciclista \| Equipo \| Tiempo \| \| \| ------------------------- \| ------------------------- \| -------------------------- \| ------------------------- \| ------------------------- \| \| 1.º \| Stefan Bissegger \| Suiza \| 3 h 32 min 51 s \| \| \| 2.º \| Lorrenzo Manzin \| Vital Concept-B&B Hotels \| + 0 s \| \| \| 3.º \| Anthony Maldonado \| Saint Michel-Auber 93 \| + 0 s \| \| \| 4.º \| Boris Vallée \| Wanty-Gobert \| + 0 s \| \| \| 5.º \| Élie Gesbert \| Arkéa-Samsic \| + 0 s \| \| \| 6.º \| Anthony Roux \| Groupama-FDJ \| + 0 s \| \| \| 7.º \| Julien Simon \| Cofidis, Solutions Crédits \| + 0 s \| \| \| 8.º \| Angelo Tulik \| Total Direct Énergie \| + 0 s \| \| \| 9.º \| Mads Würtz \| Katusha-Alpecin \| + 0 s \| \| \| 10.º \| Marcel Franz \| Heizomat rad-net.de \| + 0 s \| \| |                   |                            |                 |
| |                   |                            |                 |
| Fuentes: ProCyclingStats Cycling Archives |                   |                            |                 |
| Clasificación de la etapa |                   |                            |                 |
| Ciclista | Ciclista          | Equipo                     | Tiempo          |
| 1.º | Stefan Bissegger  | Suiza                      | 3 h 32 min 51 s |
| 2.º | Lorrenzo Manzin   | Vital Concept-B&B Hotels   | + 0 s           |
| 3.º | Anthony Maldonado | Saint Michel-Auber 93      | + 0 s           |
| 4.º | Boris Vallée      | Wanty-Gobert               | + 0 s           |
| 5.º | Élie Gesbert      | Arkéa-Samsic               | + 0 s           |
| 6.º | Anthony Roux      | Groupama-FDJ               | + 0 s           |
| 7.º | Julien Simon      | Cofidis, Solutions Crédits | + 0 s           |
| 8.º | Angelo Tulik      | Total Direct Énergie       | + 0 s           |
| 9.º | Mads Würtz        | Katusha-Alpecin            | + 0 s           |
| 10.º | Marcel Franz      | Heizomat rad-net.de        | + 0 s           |

| \| Clasificación general \| Clasificación general \| Clasificación general \| Clasificación general \| Clasificación general \| \| Ciclista \| Ciclista \| Equipo \| Tiempo \| \| \| --------------------- \| --------------------- \| -------------------------- \| --------------------- \| --------------------- \| \| 1.º \| Stefan Bissegger \| Suiza \| 3 h 32 min 41 s \| \| \| 2.º \| Lorrenzo Manzin \| Vital Concept-B&B Hotels \| + 4 s \| \| \| 3.º \| Anthony Maldonado \| Saint Michel-Auber 93 \| + 6 s \| \| \| 4.º \| Boris Vallée \| Wanty-Gobert \| + 10 s \| \| \| 5.º \| Élie Gesbert \| Arkéa-Samsic \| + 10 s \| \| \| 6.º \| Anthony Roux \| Groupama-FDJ \| + 10 s \| \| \| 7.º \| Julien Simon \| Cofidis, Solutions Crédits \| + 10 s \| \| \| 8.º \| Angelo Tulik \| Total Direct Énergie \| + 10 s \| \| \| 9.º \| Mads Würtz \| Katusha-Alpecin \| + 10 s \| \| \| 10.º \| Marcel Franz \| Heizomat rad-net.de \| + 10 s \| \| |                   |                            |                 |
| |                   |                            |                 |
| Fuentes: ProCyclingStats Cycling Archives |                   |                            |                 |
| Clasificación general |                   |                            |                 |
| Ciclista | Ciclista          | Equipo                     | Tiempo          |
| 1.º | Stefan Bissegger  | Suiza                      | 3 h 32 min 41 s |
| 2.º | Lorrenzo Manzin   | Vital Concept-B&B Hotels   | + 4 s           |
| 3.º | Anthony Maldonado | Saint Michel-Auber 93      | + 6 s           |
| 4.º | Boris Vallée      | Wanty-Gobert               | + 10 s          |
| 5.º | Élie Gesbert      | Arkéa-Samsic               | + 10 s          |
| 6.º | Anthony Roux      | Groupama-FDJ               | + 10 s          |
| 7.º | Julien Simon      | Cofidis, Solutions Crédits | + 10 s          |
| 8.º | Angelo Tulik      | Total Direct Énergie       | + 10 s          |
| 9.º | Mads Würtz        | Katusha-Alpecin            | + 10 s          |
| 10.º | Marcel Franz      | Heizomat rad-net.de        | + 10 s          |

### 2.ª etapa
| Bellignat - Col de la Faucille | etapa escarpada | (123,9 km) |

| \| Clasificación de la etapa \| Clasificación de la etapa \| Clasificación de la etapa \| Clasificación de la etapa \| Clasificación de la etapa \| \| Ciclista \| Ciclista \| Equipo \| Tiempo \| \| \| ------------------------- \| ------------------------- \| -------------------------- \| ------------------------- \| ------------------------- \| \| 1.º \| Alexandre Geniez \| AG2R La Mondiale \| 3 h 32 min 51 s \| \| \| 2.º \| Thibaut Pinot \| Groupama-FDJ \| + 0 s \| \| \| 3.º \| Mathias Frank \| AG2R La Mondiale \| + 0 s \| \| \| 4.º \| Artem Nych \| Gazprom-RusVelo \| + 3 s \| \| \| 5.º \| Aurélien Paret-Peintre \| AG2R La Mondiale \| + 10 s \| \| \| 6.º \| Rein Taaramäe \| Total Direct Énergie \| + 13 s \| \| \| 7.º \| Julien El Fares \| Delko Marseille Provence \| + 36 s \| \| \| 8.º \| Julien Simon \| Cofidis, Solutions Crédits \| + 36 s \| \| \| 9.º \| Nils Politt \| Katusha-Alpecin \| + 36 s \| \| \| 10.º \| Lilian Calmejane \| Total Direct Énergie \| + 36 s \| \| |                        |                            |                 |
| |                        |                            |                 |
| Fuentes: ProCyclingStats Cycling Archives |                        |                            |                 |
| Clasificación de la etapa |                        |                            |                 |
| Ciclista | Ciclista               | Equipo                     | Tiempo          |
| 1.º | Alexandre Geniez       | AG2R La Mondiale           | 3 h 32 min 51 s |
| 2.º | Thibaut Pinot          | Groupama-FDJ               | + 0 s           |
| 3.º | Mathias Frank          | AG2R La Mondiale           | + 0 s           |
| 4.º | Artem Nych             | Gazprom-RusVelo            | + 3 s           |
| 5.º | Aurélien Paret-Peintre | AG2R La Mondiale           | + 10 s          |
| 6.º | Rein Taaramäe          | Total Direct Énergie       | + 13 s          |
| 7.º | Julien El Fares        | Delko Marseille Provence   | + 36 s          |
| 8.º | Julien Simon           | Cofidis, Solutions Crédits | + 36 s          |
| 9.º | Nils Politt            | Katusha-Alpecin            | + 36 s          |
| 10.º | Lilian Calmejane       | Total Direct Énergie       | + 36 s          |

| \| Clasificación general \| Clasificación general \| Clasificación general \| Clasificación general \| Clasificación general \| \| Ciclista \| Ciclista \| Equipo \| Tiempo \| \| \| --------------------- \| --------------------- \| -------------------------- \| --------------------- \| --------------------- \| \| 1.º \| Alexandre Geniez \| AG2R La Mondiale \| 6 h 50 min 36 s \| \| \| 2.º \| Thibaut Pinot \| Groupama-FDJ \| + 4 s \| \| \| 3.º \| Mathias Frank \| AG2R La Mondiale \| + 6 s \| \| \| 4.º \| Artem Nych \| Gazprom-RusVelo \| + 13 s \| \| \| 5.º \| Rein Taaramäe \| Total Direct Énergie \| + 23 s \| \| \| 6.º \| Julien Simon \| Cofidis, Solutions Crédits \| + 46 s \| \| \| 7.º \| Élie Gesbert \| Arkéa-Samsic \| + 46 s \| \| \| 8.º \| Lilian Calmejane \| Total Direct Énergie \| + 46 s \| \| \| 9.º \| Nils Politt \| Katusha-Alpecin \| + 46 s \| \| \| 10.º \| Vadim Pronskiy \| Vino-Astana Motors \| + 46 s \| \| |                  |                            |                 |
| |                  |                            |                 |
| Fuentes: ProCyclingStats Cycling Archives |                  |                            |                 |
| Clasificación general |                  |                            |                 |
| Ciclista | Ciclista         | Equipo                     | Tiempo          |
| 1.º | Alexandre Geniez | AG2R La Mondiale           | 6 h 50 min 36 s |
| 2.º | Thibaut Pinot    | Groupama-FDJ               | + 4 s           |
| 3.º | Mathias Frank    | AG2R La Mondiale           | + 6 s           |
| 4.º | Artem Nych       | Gazprom-RusVelo            | + 13 s          |
| 5.º | Rein Taaramäe    | Total Direct Énergie       | + 23 s          |
| 6.º | Julien Simon     | Cofidis, Solutions Crédits | + 46 s          |
| 7.º | Élie Gesbert     | Arkéa-Samsic               | + 46 s          |
| 8.º | Lilian Calmejane | Total Direct Énergie       | + 46 s          |
| 9.º | Nils Politt      | Katusha-Alpecin            | + 46 s          |
| 10.º | Vadim Pronskiy   | Vino-Astana Motors         | + 46 s          |

### 3.ª etapa
| Parc des oiseaux - Col du Grand Colombier | etapa de media montaña | (118,9 km) |

| \| Clasificación de la etapa \| Clasificación de la etapa \| Clasificación de la etapa \| Clasificación de la etapa \| Clasificación de la etapa \| \| Ciclista \| Ciclista \| Equipo \| Tiempo \| \| \| ------------------------- \| ------------------------- \| -------------------------- \| ------------------------- \| ------------------------- \| \| 1.º \| Thibaut Pinot \| Groupama-FDJ \| 3 h 10 min 40 s \| \| \| 2.º \| Élie Gesbert \| Arkéa-Samsic \| + 52 s \| \| \| 3.º \| Alexey Rybalkin \| Gazprom-RusVelo \| + 52 s \| \| \| 4.º \| Rein Taaramäe \| Total Direct Énergie \| + 56 s \| \| \| 5.º \| Mathias Frank \| AG2R La Mondiale \| + 56 s \| \| \| 6.º \| Matteo Badilatti \| Suiza \| + 1 min 10 s \| \| \| 7.º \| Nicolas Edet \| Cofidis, Solutions Crédits \| + 1 min 47 s \| \| \| 8.º \| Ruben Guerreiro \| Katusha-Alpecin \| + 2 min 00 s \| \| \| 9.º \| Julien El Fares \| Delko Marseille Provence \| + 2 min 00 s \| \| \| 10.º \| Vadim Pronskiy \| Vino-Astana Motors \| + 2 min 00 s \| \| |                  |                            |                 |
| |                  |                            |                 |
| Fuentes: ProCyclingStats Cycling Archives |                  |                            |                 |
| Clasificación de la etapa |                  |                            |                 |
| Ciclista | Ciclista         | Equipo                     | Tiempo          |
| 1.º | Thibaut Pinot    | Groupama-FDJ               | 3 h 10 min 40 s |
| 2.º | Élie Gesbert     | Arkéa-Samsic               | + 52 s          |
| 3.º | Alexey Rybalkin  | Gazprom-RusVelo            | + 52 s          |
| 4.º | Rein Taaramäe    | Total Direct Énergie       | + 56 s          |
| 5.º | Mathias Frank    | AG2R La Mondiale           | + 56 s          |
| 6.º | Matteo Badilatti | Suiza                      | + 1 min 10 s    |
| 7.º | Nicolas Edet     | Cofidis, Solutions Crédits | + 1 min 47 s    |
| 8.º | Ruben Guerreiro  | Katusha-Alpecin            | + 2 min 00 s    |
| 9.º | Julien El Fares  | Delko Marseille Provence   | + 2 min 00 s    |
| 10.º | Vadim Pronskiy   | Vino-Astana Motors         | + 2 min 00 s    |

## Clasificaciones finales
- Las clasificaciones finalizaron de la siguiente forma:[4]

### Clasificación general
| \| Clasificación general \| Clasificación general \| Clasificación general \| Clasificación general \| Clasificación general \| \| Ciclista \| Ciclista \| Equipo \| Tiempo \| \| \| --------------------- \| --------------------- \| -------------------------- \| --------------------- \| --------------------- \| \| 1.º \| Thibaut Pinot \| Groupama-FDJ \| 10 h 01 min 10 s \| \| \| 2.º \| Mathias Frank \| AG2R La Mondiale \| + 1 min 08 s \| \| \| 3.º \| Rein Taaramäe \| Total Direct Énergie \| + 1 min 25 s \| \| \| 4.º \| Élie Gesbert \| Arkéa-Samsic \| + 1 min 38 s \| \| \| 5.º \| Alexey Rybalkin \| Gazprom-RusVelo \| + 1 min 40 s \| \| \| 6.º \| Artem Nych \| Gazprom-RusVelo \| + 2 min 30 s \| \| \| 7.º \| Vadim Pronskiy \| Vino-Astana Motors \| + 2 min 52 s \| \| \| 8.º \| Julien Simon \| Cofidis, Solutions Crédits \| + 2 min 54 s \| \| \| 9.º \| Javi Moreno Bazán \| Delko Marseille Provence \| + 3 min 07 s \| \| \| 10.º \| Nicolas Edet \| Cofidis, Solutions Crédits \| + 3 min 32 s \| \| |                   |                            |                  |
| |                   |                            |                  |
| Fuentes: ProCyclingStats Cycling Archives |                   |                            |                  |
| Clasificación general |                   |                            |                  |
| Ciclista | Ciclista          | Equipo                     | Tiempo           |
| 1.º | Thibaut Pinot     | Groupama-FDJ               | 10 h 01 min 10 s |
| 2.º | Mathias Frank     | AG2R La Mondiale           | + 1 min 08 s     |
| 3.º | Rein Taaramäe     | Total Direct Énergie       | + 1 min 25 s     |
| 4.º | Élie Gesbert      | Arkéa-Samsic               | + 1 min 38 s     |
| 5.º | Alexey Rybalkin   | Gazprom-RusVelo            | + 1 min 40 s     |
| 6.º | Artem Nych        | Gazprom-RusVelo            | + 2 min 30 s     |
| 7.º | Vadim Pronskiy    | Vino-Astana Motors         | + 2 min 52 s     |
| 8.º | Julien Simon      | Cofidis, Solutions Crédits | + 2 min 54 s     |
| 9.º | Javi Moreno Bazán | Delko Marseille Provence   | + 3 min 07 s     |
| 10.º | Nicolas Edet      | Cofidis, Solutions Crédits | + 3 min 32 s     |

### Clasificación de la montaña
| Clasificación de la montaña | Clasificación de la montaña | Clasificación de la montaña | Clasificación de la montaña | Clasificación de la montaña |
| Ciclista                    | Ciclista                    | Equipo                      | Puntos                      |                             |
| --------------------------- | --------------------------- | --------------------------- | --------------------------- | --------------------------- |
| 1.º                         | Thibaut Pinot               | Groupama-FDJ                | 45 pts                      |                             |
| 2.º                         | Nils Politt                 | Katusha-Alpecin             | 27 pts                      |                             |
| 3.º                         | Élie Gesbert                | Arkéa-Samsic                | 22 pts                      |                             |
| 4.º                         | Geoffrey Bouchard           | AG2R La Mondiale            | 18 pts                      |                             |
| 5.º                         | Mathias Frank               | AG2R La Mondiale            | 17 pts                      |                             |
| 6.º                         | Alexandre Geniez            | AG2R La Mondiale            | 15 pts                      |                             |
| 7.º                         | Simon Pellaud               | Suiza                       | 12 pts                      |                             |
| 8.º                         | Patrick Haller              | Alemania                    | 10 pts                      |                             |
| 9.º                         | Angelo Tulik                | Total Direct Énergie        | 10 pts                      |                             |
| 10.º                        | Alexey Rybalkin             | Gazprom-RusVelo             | 10 pts                      |                             |

### Clasificación de los puntos
| Clasificación por puntos | Clasificación por puntos | Clasificación por puntos   | Clasificación por puntos | Clasificación por puntos |
| Ciclista                 | Ciclista                 | Equipo                     | Puntos                   |                          |
| ------------------------ | ------------------------ | -------------------------- | ------------------------ | ------------------------ |
| 1.º                      | Thibaut Pinot            | Groupama-FDJ               | 45 pts                   |                          |
| 2.º                      | Élie Gesbert             | Arkéa-Samsic               | 35 pts                   |                          |
| 3.º                      | Mathias Frank            | AG2R La Mondiale           | 28 pts                   |                          |
| 4.º                      | Alexandre Geniez         | AG2R La Mondiale           | 25 pts                   |                          |
| 5.º                      | Stefan Bissegger         | Suiza                      | 25 pts                   |                          |
| 6.º                      | Rein Taaramäe            | Total Direct Énergie       | 24 pts                   |                          |
| 7.º                      | Julien Simon             | Cofidis, Solutions Crédits | 22 pts                   |                          |
| 8.º                      | Alexey Rybalkin          | Gazprom-RusVelo            | 21 pts                   |                          |
| 9.º                      | Artem Nych               | Gazprom-RusVelo            | 18 pts                   |                          |
| 10.º                     | Julien El Fares          | Delko Marseille Provence   | 16 pts                   |                          |

### Clasificación de los jóvenes
| Clasificación del mejor joven | Clasificación del mejor joven | Clasificación del mejor joven | Clasificación del mejor joven | Clasificación del mejor joven |
| Ciclista                      | Ciclista                      | Equipo                        | Tiempo                        |                               |
| ----------------------------- | ----------------------------- | ----------------------------- | ----------------------------- | ----------------------------- |
| 1.º                           | Vadim Pronskiy                | Vino-Astana Motors            | 10 h 04 min 02 s              |                               |
| 2.º                           | Juan Pedro López              | Kometa                        | + 1 min 45 s                  |                               |
| 3.º                           | Felix Gall                    | Development Team Sunweb       | + 4 min 56 s                  |                               |
| 4.º                           | Georg Zimmermann              | Alemania                      | + 5 min 08 s                  |                               |
| 5.º                           | Stefano Oldani                | Kometa                        | + 13 min 02 s                 |                               |
| 6.º                           | Denis Nekrasov                | Gazprom-RusVelo               | + 14 min 08 s                 |                               |
| 7.º                           | Stefan Bissegger              | Suiza                         | + 14 min 41 s                 |                               |
| 8.º                           | Leon Heinschke                | Development Team Sunweb       | + 15 min 48 s                 |                               |
| 9.º                           | Pirmin Benz                   | Alemania                      | + 15 min 57 s                 |                               |
| 10.º                          | Mathieu Burgaudeau            | Total Direct Énergie          | + 17 min 17 s                 |                               |

### Clasificación por equipos
| Clasificación por equipos | Clasificación por equipos  | Clasificación por equipos | Clasificación por equipos |
| Equipo                    | Equipo                     | Tiempo                    |                           |
| ------------------------- | -------------------------- | ------------------------- | ------------------------- |
| 1.º                       | AG2R La Mondiale           | 30 h 12 min 51 s          |                           |
| 2.º                       | Cofidis, Solutions Crédits | + 36 s                    |                           |
| 3.º                       | Delko-Marseille Provence   | + 5 min 54 s              |                           |
| 4.º                       | Arkéa-Samsic               | + 10 min 33 s             |                           |
| 5.º                       | Total Direct Énergie       | + 11 min 26 s             |                           |
| 6.º                       | Suiza                      | + 11 min 53 s             |                           |
| 7.º                       | Gazprom-RusVelo            | + 11 min 53 s             |                           |
| 8.º                       | Wanty-Groupe Gobert        | + 12 min 24 s             |                           |
| 9.º                       | Groupama-FDJ               | + 16 min 28 s             |                           |
| 10.º                      | Katusha-Alpecin            | + 28 min 02 s             |                           |

## Evolución de las clasificaciones
| Etapa                   | Vencedor                | Clasificación general | Clasificación de la montaña | Clasificación de los puntos | Clasificación de los jóvenes | Clasificación por equipos |
| ----------------------- | ----------------------- | --------------------- | --------------------------- | --------------------------- | ---------------------------- | ------------------------- |
| 1.ª                     | Stefan Bissegger        | Stefan Bissegger      | Simon Pellaud               | Stefan Bissegger            | Stefan Bissegger             | Alemania                  |
| 2.ª                     | Alexandre Geniez        | Alexandre Geniez      | Nils Politt                 | Alexandre Geniez            | Vadim Pronskiy               | AG2R La Mondiale          |
| 3.ª                     | Thibaut Pinot           | Thibaut Pinot         | Thibaut Pinot               | Thibaut Pinot               | Vadim Pronskiy               | AG2R La Mondiale          |
| Clasificaciones finales | Clasificaciones finales | Thibaut Pinot         | Thibaut Pinot               | Thibaut Pinot               | Vadim Pronskiy               | AG2R La Mondiale          |

## UCI World Ranking
El Tour de l'Ain otorgó puntos para el UCI World Ranking para corredores de los equipos en las categorías UCI WorldTeam, Profesional Continental y Equipos Continentales. Las siguientes tablas son el baremo de puntuación y los 10 corredores que obtuvieron más puntos:
| Posición              | 1.º | 2.º | 3.º | 4.º | 5.º | 6.º | 7.º | 8.º | 9.º | 10.º | 11.º | 12.º | 13.º-15.º | 16.º-25.º |
| Clasificación general | 125 | 85  | 70  | 60  | 50  | 40  | 35  | 30  | 25  | 20   | 15   | 10   | 5         | 3         |
| Por etapa             | 14  | 5   | 3   |     |     |     |     |     |     |      |      |      |           |           |
| Líder                 | 3   |     |     |     |     |     |     |     |     |      |      |      |           |           |

| Clasificación |                  |                            |         |       |       |       |
| Posición      | Ciclista         | Equipo                     | General | Etapa | Líder | Total |
| ------------- | ---------------- | -------------------------- | ------- | ----- | ----- | ----- |
| 1.º           | Thibaut Pinot    | Groupama-FDJ               | 125     | 19    | -     | 144   |
| 2.º           | Mathias Frank    | AG2R La Mondiale           | 85      | 3     | -     | 88    |
| 3.º           | Rein Taaramäe    | Total Direct Énergie       | 70      | -     | -     | 70    |
| 4.º           | Élie Gesbert     | Arkéa Samsic               | 60      | 5     | -     | 65    |
| 5.º           | Alexey Rybalkin  | Gazprom-RusVelo            | 50      | 3     | -     | 53    |
| 6.º           | Artem Nych       | Gazprom-RusVelo            | 40      | -     | -     | 40    |
| 7.º           | Vadim Pronskiy   | Vino-Astana Motors         | 35      | -     | -     | 35    |
| 8.º           | Nicolas Edet     | Cofidis, Solutions Crédits | 30      | -     | -     | 30    |
| 9.º           | Javier Moreno    | Delko Marseille Provence   | 25      | -     | -     | 25    |
| 10.º          | Alexandre Geniez | AG2R La Mondiale           | 5       | 14    | 3     | 22    |